# Polgármester-választások Hosszúvízen
1990 és 2024 között kilenc rendes és egy időközi polgármester-választást tartottak Hosszúvízen. 
A tíz választás során négy polgármester nyerte el a választók többségének bizalmát. A Somogy vármegyei község élén 2024-től kezdve Máté Gábor áll.
A részvételi hajlandóság jellemzően igen magas volt, 2014-ig mindig 80% fölé emelkedett. Többször megesett, hogy csak egy jelölt indult a választáson, ám a hivatalban lévő polgármester, két eset kivételével, mindig megmérettette magát.

## Háttér
A mintegy félszáz lelkes település Somogy vármegye középső részén fekszik. A község 1924-ben jött létre, addig Libickozmához és Mesztegnyőhöz tartozó területekből. Létrejöttekor a Cserfekvés nevet kapta, a Hosszúvíz nevet 1925-től viseli.
A község 1994 és 2014 között a Marcali kistérség tagja volt, majd a Marcali járás része lett.
Hosszúvíz a rendszerváltás előtti évtizedekben Kelevízzel és Gadánnyal együtt a Mesztegnyő székhelyű közös tanácshoz tartozott. A nyolcvanas években a közös tanács elnöke Benkes László volt.

### Alapadatok
| Év   | Év   | Jelöltek | Részvétel |
| ---- | ---- | -------- | --------- |
| 1994 | 1994 | 1        | 92%       |
| 1998 | 1998 | 4        | 86%       |
| 2002 | 2002 | 3        | 96%       |
|      | 2005 | 4        | 88%       |
| 2006 | 2006 | 2        | 91%       |
| 2010 | 2010 | 1        | 83%       |
| 2014 | 2014 | 2        | 93%       |
| 2019 | 2019 | 1        | 60%       |
| 2024 | 2024 | 2        | 68%       |

A település lakóinak a száma 48 és 70 között mozgott a rendszerváltás utáni negyedszázadban. A legnagyobb csökkenés 2006 és 2010 között következett be.
A község lélekszámából fakadóan a képviselő-testület létszáma előbb 3 fős volt, majd a 2010-es önkormányzati reformot követően 2 fős lett.
Általában több jelölt szállt versenybe a polgármesteri tisztségért, a hivatalban lévő vezető pedig két kivételével minden választáson rajtvonalhoz állt. Az első kivétel a 2005-ös időközi választás volt, amit épp a hivatalban lévő polgármester halála miatt írtak ki, a második pedig a 2024-es választás.
A részvételi hajlandóság jellemzően 90% körül mozgott, a legmagasabb 2002-ben (96%), a legalacsonyabb 2019-ben (60%) volt. (Az 1990-es választásokról nem állnak rendelkezésre részletes adatok.)
| Alapadatok (1990-2024) | Alapadatok (1990-2024) | Alapadatok (1990-2024) | Alapadatok (1990-2024) | Alapadatok (1990-2024) | Alapadatok (1990-2024) | Alapadatok (1990-2024) | Alapadatok (1990-2024) |
| Év                     | Év                     | Nap                    | Lakók                  | Lakók                  | Választó- jogosult     | Szavazó                | Részvétel              |
| Év                     | Év                     | Nap                    | száma                  | +/–                    | Választó- jogosult     | Szavazó                | Részvétel              |
| ---------------------- | ---------------------- | ---------------------- | ---------------------- | ---------------------- | ---------------------- | ---------------------- | ---------------------- |
| 1990                   | 1990                   | szept.30.              | 59                     | (nincs adat)           | (nincs adat)           | (nincs adat)           | (nincs adat)           |
| 1994                   | 1994                   | dec.11.                | 56                     | -3                     | 48                     | 44                     | 91,7%                  |
| 1998                   | 1998                   | okt.18.                | 59                     | +3                     | 51                     | 44                     | 86,3%                  |
| 2002                   | 2002                   | okt.20.                | 69                     | +10                    | 56                     | 54                     | 96,4%                  |
|                        | 2005                   | ápr.24.                | (nincs adat)           | (nincs adat)           | 52                     | 46                     | 88,5%                  |
| 2006                   | 2006                   | okt.1.                 | 70                     | +1                     | 53                     | 48                     | 90,6%                  |
| 2010                   | 2010                   | okt.3.                 | 47                     | -23                    | 40                     | 33                     | 82,5%                  |
| 2014                   | 2014                   | okt.12.                | 48                     | +1                     | 43                     | 40                     | 93,0%                  |
| 2019                   | 2019                   | okt.13.                | 53                     | +5                     | 43                     | 26                     | 60,5%                  |
| 2024                   | 2024                   | ?                      | ?                      | ?                      | 50                     | 34                     | 68,0%                  |

## Választások
| \| 1990 \| |                                         |          |                 |
| Jelölt     | Jelölt                                  | Szavazat | Szavazat        |
|            | Urr Béla –                              | n.a.     | n.a.            |
|            | {{{jelölt2}}} –                         |          | {{{százalék2}}} |
|            | {{{jelölt3}}} –                         |          | {{{százalék3}}} |
|            | {{{jelölt4}}} –                         |          | {{{százalék4}}} |
|            | {{{jelölt5}}} –                         |          | {{{százalék5}}} |
|            | {{{jelölt6}}} –                         |          | {{{százalék6}}} |
|            | {{{jelölt7}}} –                         |          | {{{százalék7}}} |
|            | {{{jelölt8}}} –                         |          | {{{százalék8}}} |
|            | {{{jelölt9}}} –                         |          | {{{százalék9}}} |
|            | további jelöltekről nincs elérhető adat |          |                 |
|            |                                         |          |                 |
| 1990       |                                         |          |                 |

| \| 1994 \| \| Részvétel: 92% \| |                 |                |                 |
| Jelölt                          | Jelölt          | Szavazat       | Szavazat        |
|                                 | Urr Béla –      | 39             | 100%            |
|                                 | {{{jelölt2}}} – |                | {{{százalék2}}} |
|                                 | {{{jelölt3}}} – |                | {{{százalék3}}} |
|                                 | {{{jelölt4}}} – |                | {{{százalék4}}} |
|                                 | {{{jelölt5}}} – |                | {{{százalék5}}} |
|                                 | {{{jelölt6}}} – |                | {{{százalék6}}} |
|                                 | {{{jelölt7}}} – |                | {{{százalék7}}} |
|                                 | {{{jelölt8}}} – |                | {{{százalék8}}} |
|                                 | {{{jelölt9}}} – |                | {{{százalék9}}} |
|                                 |                 |                |                 |
|                                 |                 |                |                 |
| 1994                            |                 | Részvétel: 92% |                 |

| \| 1998 \| \| Részvétel: 86% \| |                        |                |                 |
| Jelölt                          | Jelölt                 | Szavazat       | Szavazat        |
|                                 | Urr Béla –             | 28             | 63,6%           |
|                                 | ifj. Nemecz László –   | 12             | 27,3%           |
|                                 | Katona Zoltán –        | 2              | 4,5%            |
|                                 | Pintérné Fodor Mária – | 2              | 4,5%            |
|                                 | {{{jelölt5}}} –        |                | {{{százalék5}}} |
|                                 | {{{jelölt6}}} –        |                | {{{százalék6}}} |
|                                 | {{{jelölt7}}} –        |                | {{{százalék7}}} |
|                                 | {{{jelölt8}}} –        |                | {{{százalék8}}} |
|                                 | {{{jelölt9}}} –        |                | {{{százalék9}}} |
|                                 |                        |                |                 |
|                                 |                        |                |                 |
| 1998                            |                        | Részvétel: 86% |                 |

| \| 2002 \| \| Részvétel: 96% \| |                                |                |                 |
| Jelölt                          | Jelölt                         | Szavazat       | Szavazat        |
|                                 | Urr Béla –                     | 30             | 56,6%           |
|                                 | Nemecz László –                | 22             | 41,5%           |
|                                 | Simonné Cselei Ilonka Aranka – | 1              | 1,9%            |
|                                 | {{{jelölt4}}} –                |                | {{{százalék4}}} |
|                                 | {{{jelölt5}}} –                |                | {{{százalék5}}} |
|                                 | {{{jelölt6}}} –                |                | {{{százalék6}}} |
|                                 | {{{jelölt7}}} –                |                | {{{százalék7}}} |
|                                 | {{{jelölt8}}} –                |                | {{{százalék8}}} |
|                                 | {{{jelölt9}}} –                |                | {{{százalék9}}} |
|                                 |                                |                |                 |
|                                 |                                |                |                 |
| 2002                            |                                | Részvétel: 96% |                 |

| \| 2005 \| Időközi választás \| Részvétel: 88% \| |                    |                |                 |
| Jelölt                                            | Jelölt             | Szavazat       | Szavazat        |
|                                                   | Csizmadia Attila – | 21             | 47,7%           |
|                                                   | Nemecz László –    | 16             | 36,4%           |
|                                                   | Karle Piroska –    | 6              | 13,6%           |
|                                                   | Kovács Dolli –     | 1              | 2,3%            |
|                                                   | {{{jelölt5}}} –    |                | {{{százalék5}}} |
|                                                   | {{{jelölt6}}} –    |                | {{{százalék6}}} |
|                                                   | {{{jelölt7}}} –    |                | {{{százalék7}}} |
|                                                   | {{{jelölt8}}} –    |                | {{{százalék8}}} |
|                                                   | {{{jelölt9}}} –    |                | {{{százalék9}}} |
|                                                   |                    |                |                 |
|                                                   |                    |                |                 |
| 2005                                              | Időközi választás  | Részvétel: 88% |                 |

| \| 2006 \| \| Részvétel: 91% \| |                    |                |                 |
| Jelölt                          | Jelölt             | Szavazat       | Szavazat        |
|                                 | Csizmadia Attila – | 30             | 63,8%           |
|                                 | Nemecz László –    | 17             | 36,2%           |
|                                 | {{{jelölt3}}} –    |                | {{{százalék3}}} |
|                                 | {{{jelölt4}}} –    |                | {{{százalék4}}} |
|                                 | {{{jelölt5}}} –    |                | {{{százalék5}}} |
|                                 | {{{jelölt6}}} –    |                | {{{százalék6}}} |
|                                 | {{{jelölt7}}} –    |                | {{{százalék7}}} |
|                                 | {{{jelölt8}}} –    |                | {{{százalék8}}} |
|                                 | {{{jelölt9}}} –    |                | {{{százalék9}}} |
|                                 |                    |                |                 |
|                                 |                    |                |                 |
| 2006                            |                    | Részvétel: 91% |                 |

| \| 2010 \| \| Részvétel: 83% \| |                    |                |                 |
| Jelölt                          | Jelölt             | Szavazat       | Szavazat        |
|                                 | Csizmadia Attila – | 26             | 100%            |
|                                 | {{{jelölt2}}} –    |                | {{{százalék2}}} |
|                                 | {{{jelölt3}}} –    |                | {{{százalék3}}} |
|                                 | {{{jelölt4}}} –    |                | {{{százalék4}}} |
|                                 | {{{jelölt5}}} –    |                | {{{százalék5}}} |
|                                 | {{{jelölt6}}} –    |                | {{{százalék6}}} |
|                                 | {{{jelölt7}}} –    |                | {{{százalék7}}} |
|                                 | {{{jelölt8}}} –    |                | {{{százalék8}}} |
|                                 | {{{jelölt9}}} –    |                | {{{százalék9}}} |
|                                 |                    |                |                 |
|                                 |                    |                |                 |
| 2010                            |                    | Részvétel: 83% |                 |

| \| 2014 \| \| Részvétel: 93% \| |                    |                |                 |
| Jelölt                          | Jelölt             | Szavazat       | Szavazat        |
|                                 | Máté-Botos Ivett – | 21             | 52,5%           |
|                                 | Csizmadia Attila – | 19             | 47,5%           |
|                                 | {{{jelölt3}}} –    |                | {{{százalék3}}} |
|                                 | {{{jelölt4}}} –    |                | {{{százalék4}}} |
|                                 | {{{jelölt5}}} –    |                | {{{százalék5}}} |
|                                 | {{{jelölt6}}} –    |                | {{{százalék6}}} |
|                                 | {{{jelölt7}}} –    |                | {{{százalék7}}} |
|                                 | {{{jelölt8}}} –    |                | {{{százalék8}}} |
|                                 | {{{jelölt9}}} –    |                | {{{százalék9}}} |
|                                 |                    |                |                 |
|                                 |                    |                |                 |
| 2014                            |                    | Részvétel: 93% |                 |

| \| 2019 \| \| Részvétel: 60% \| |                    |                |                 |
| Jelölt                          | Jelölt             | Szavazat       | Szavazat        |
|                                 | Máté-Botos Ivett – | 26             | 100%            |
|                                 | {{{jelölt2}}} –    |                | {{{százalék2}}} |
|                                 | {{{jelölt3}}} –    |                | {{{százalék3}}} |
|                                 | {{{jelölt4}}} –    |                | {{{százalék4}}} |
|                                 | {{{jelölt5}}} –    |                | {{{százalék5}}} |
|                                 | {{{jelölt6}}} –    |                | {{{százalék6}}} |
|                                 | {{{jelölt7}}} –    |                | {{{százalék7}}} |
|                                 | {{{jelölt8}}} –    |                | {{{százalék8}}} |
|                                 | {{{jelölt9}}} –    |                | {{{százalék9}}} |
|                                 |                    |                |                 |
|                                 |                    |                |                 |
| 2019                            |                    | Részvétel: 60% |                 |

| \| 2024 \| \| Részvétel: 68% \| |                        |                |                 |
| Jelölt                          | Jelölt                 | Szavazat       | Szavazat        |
|                                 | Máté Gábor –           | 26             | 78,8%           |
|                                 | Kirizsán Jutka Ilona – | 7              | 21,2%           |
|                                 | {{{jelölt3}}} –        |                | {{{százalék3}}} |
|                                 | {{{jelölt4}}} –        |                | {{{százalék4}}} |
|                                 | {{{jelölt5}}} –        |                | {{{százalék5}}} |
|                                 | {{{jelölt6}}} –        |                | {{{százalék6}}} |
|                                 | {{{jelölt7}}} –        |                | {{{százalék7}}} |
|                                 | {{{jelölt8}}} –        |                | {{{százalék8}}} |
|                                 | {{{jelölt9}}} –        |                | {{{százalék9}}} |
|                                 |                        |                |                 |
|                                 |                        |                |                 |
| 2024                            |                        | Részvétel: 68% |                 |

| Áttekintő táblázat | Áttekintő táblázat | Áttekintő táblázat         | Áttekintő táblázat         | Áttekintő táblázat         | Áttekintő táblázat | Áttekintő táblázat | Áttekintő táblázat | Áttekintő táblázat |
| Év                 | Év                 | Megválasztott polgármester | Megválasztott polgármester | Megválasztott polgármester | Szavazat           | Szavazat           | Előny a 2. előtt   | Előny a 2. előtt   |
| Év                 | Év                 | név                        | szervezet                  | szervezet                  | db                 | érv.%              | db                 | %                  |
| ------------------ | ------------------ | -------------------------- | -------------------------- | -------------------------- | ------------------ | ------------------ | ------------------ | ------------------ |
| 1990               | 1990               | Urr Béla                   |                            | –                          | (nincs adat)       | (nincs adat)       | (nincs adat)       | (nincs adat)       |
| 1994               | 1994               | Urr Béla                   |                            | –                          | 39                 | 100,0%             | –                  | –                  |
| 1998               | 1998               | Urr Béla                   |                            | –                          | 28                 | 63,6%              | +16                | +36%               |
| 2002               | 2002               | Urr Béla                   |                            | –                          | 30                 | 56,6%              | +8                 | +15%               |
|                    | 2005               | Csizmadia Attila           |                            | –                          | 21                 | 47,7%              | +5                 | +11%               |
| 2006               | 2006               | Csizmadia Attila           |                            | –                          | 30                 | 63,8%              | +13                | +28%               |
| 2010               | 2010               | Csizmadia Attila           |                            | –                          | 26                 | 100,0%             | –                  | –                  |
| 2014               | 2014               | Máté-Botos Ivett           |                            | –                          | 21                 | 52,5%              | +2                 | +5%                |
| 2019               | 2019               | Máté-Botos Ivett           |                            | –                          | 26                 | 100,0%             | –                  | –                  |
| 2024               | 2024               | Máté Gábor                 |                            | –                          | 26                 | 78,8%              | +19                | +58%               |

| Kiegészítő adatok | Kiegészítő adatok | Kiegészítő adatok | Kiegészítő adatok | Kiegészítő adatok | Kiegészítő adatok | Kiegészítő adatok    | Kiegészítő adatok    |
| Év                | Év                | jelöltek száma    | HL?               | Rész- vétel       | Érvényes szavazat | Érvénytelen szavazat | Érvénytelen szavazat |
| ----------------- | ----------------- | ----------------- | ----------------- | ----------------- | ----------------- | -------------------- | -------------------- |
| 1990              | 1990              | n.a.              | ?                 | (nincs adat)      | (nincs adat)      | (nincs adat)         | (nincs adat)         |
| 1994              | 1994              | 1                 | ✓                 | 92%               | 39                | 5                    | 11,4%                |
| 1998              | 1998              | 4                 | ✓                 | 86%               | 44                | 0                    | 0,0%                 |
| 2002              | 2002              | 3                 | ✓                 | 96%               | 53                | 1                    | 1,9%                 |
|                   | 2005              | 4                 | ✗                 | 88%               | 44                | 2                    | 4,3%                 |
| 2006              | 2006              | 2                 | ✓                 | 91%               | 47                | 1                    | 2,1%                 |
| 2010              | 2010              | 1                 | ✓                 | 83%               | 26                | 7                    | 21,2%                |
| 2014              | 2014              | 2                 | ✓                 | 93%               | 40                | 0                    | 0,0%                 |
| 2019              | 2019              | 1                 | ✓                 | 60%               | 26                | 0                    | 0,0%                 |
| 2024              | 2024              | 2                 | ✗                 | 68%               | 33                | 1                    | 2,9%                 |

| Összehasonlító tábla (1994-2024) | Összehasonlító tábla (1994-2024) | Összehasonlító tábla (1994-2024) | Összehasonlító tábla (1994-2024) | Összehasonlító tábla (1994-2024) | Összehasonlító tábla (1994-2024) | Összehasonlító tábla (1994-2024) | Összehasonlító tábla (1994-2024) | Összehasonlító tábla (1994-2024) |
| Év                               | Év                               | Polgármester-jelölt              | Polgármester-jelölt              | Polgármester-jelölt              | Szavazat                         | Szavazat                         | Szavazat                         | Szavazat                         |
| Év                               | Év                               | név                              | szervezet                        | szervezet                        | db                               | jogosultak arányában             | szavazók arányában               | érvényes szavazatok arányában    |
| -------------------------------- | -------------------------------- | -------------------------------- | -------------------------------- | -------------------------------- | -------------------------------- | -------------------------------- | -------------------------------- | -------------------------------- |
| 1994                             | 1994                             | Urr Béla                         |                                  | –                                | 39                               | 81,3%                            | 88,6%                            | 100,0%                           |
| 1998                             | 1998                             | Urr Béla                         |                                  | –                                | 28                               | 54,9%                            | 63,6%                            | 63,6%                            |
| 1998                             | 1998                             | ifj. Nemecz László               |                                  | –                                | 12                               | 23,5%                            | 27,3%                            | 27,3%                            |
| 1998                             | 1998                             | Katona Zoltán                    |                                  | –                                | 2                                | 3,9%                             | 4,5%                             | 4,5%                             |
| 1998                             | 1998                             | Pintérné Fodor Mária             |                                  | –                                | 2                                | 3,9%                             | 4,5%                             | 4,5%                             |
| 2002                             | 2002                             | Urr Béla                         |                                  | –                                | 30                               | 53,6%                            | 55,6%                            | 56,6%                            |
| 2002                             | 2002                             | Nemecz László                    |                                  | –                                | 22                               | 39,3%                            | 40,7%                            | 41,5%                            |
| 2002                             | 2002                             | Simonné Cselei Ironka Aranka     |                                  | –                                | 1                                | 1,8%                             | 1,9%                             | 1,9%                             |
|                                  | 2005                             | Csizmadia Attila                 |                                  | –                                | 21                               | 40,4%                            | 45,7%                            | 47,7%                            |
| Nemecz László                    | 2005                             |                                  | –                                | 16                               | 30,8%                            | 34,8%                            | 36,4%                            |                                  |
| Karle Piroska                    | 2005                             |                                  | –                                | 6                                | 11,5%                            | 13,0%                            | 13,6%                            |                                  |
| Kovács Dolli                     | 2005                             |                                  | –                                | 1                                | 1,9%                             | 2,2%                             | 2,3%                             |                                  |
| 2006                             | 2006                             | Csizmadia Attila                 |                                  | –                                | 30                               | 56,6%                            | 62,5%                            | 63,8%                            |
| 2006                             | 2006                             | Nemecz László                    |                                  | –                                | 17                               | 32,1%                            | 35,4%                            | 36,2%                            |
| 2010                             | 2010                             | Csizmadia Attila                 |                                  | –                                | 26                               | 65,0%                            | 78,8%                            | 100,0%                           |
| 2014                             | 2014                             | Máté-Botos Ivett                 |                                  | –                                | 21                               | 48,8%                            | 52,5%                            | 52,5%                            |
| 2014                             | 2014                             | Csizmadia Attila                 |                                  | –                                | 19                               | 44,2%                            | 47,5%                            | 47,5%                            |
| 2019                             | 2019                             | Máté-Botos Ivett                 |                                  | –                                | 26                               | 60,5%                            | 100,0%                           | 100,0%                           |
| 2024                             | 2024                             | Máté Gábor                       |                                  | –                                | 26                               | 52,0%                            | 76,5%                            | 78,8%                            |
| 2024                             | 2024                             | Kirizsán Jutka Ilona             |                                  | –                                | 7                                | 14,0%                            | 20,6%                            | 21,2%                            |

## Polgármesterek
| 1990-'94 | 1994-'98 | 1998-'02 | 2002-'06 | 2002-'06         | 2006-'10         | 2010-'14         | 2014-'19         | 2019-'24         | 2024-'29   |
| 1990-'94 | 1994-'98 | 1998-'02 | '02- '05 | '05- '06         | 2006-'10         | 2010-'14         | 2014-'19         | 2019-'24         | 2024-'29   |
| -------- | -------- | -------- | -------- | ---------------- | ---------------- | ---------------- | ---------------- | ---------------- | ---------- |
| Urr Béla | Urr Béla | Urr Béla | Urr Béla | Csizmadia Attila | Csizmadia Attila | Csizmadia Attila | Máté-Botos Ivett | Máté-Botos Ivett | Máté Gábor |
|          |          |          |          |                  |                  |                  |                  |                  |            |
| –        | –        | –        | –        | –                | –                | –                | –                | –                | –          |